# Geh- und Radwegbrücke über die D 35
Die Geh- und Radwegbrücke über die D 35 steht in Olomouc (Olmütz) im östlichen Teil Tschechiens.
Sie ermöglicht Fußgängern und Radfahrern auf dem Weg zwischen dem Stadtteil Neředín und dem zum Stadtgebiet gehörenden Vorort Topolany die Autobahn D 35 (Europastraße 442) auf direktem Weg zu überqueren, während die Straße 448 (Třída Míru, U. Sv. Jana) einen Umweg zu einer 240 m weiter südlich stehenden Straßenbrücke macht.
Die von Jiří Stráský entworfene und 2007 fertiggestellte Brücke ist insgesamt 83 m lang und hat einen 3,50 m breiten Geh- und Radweg.
Sie ist eine Kombination aus einer Spannbandbrücke und einer weitgespannten, flachen Bogenbrücke, mit der den gegensätzlichen Anforderungen an die Brücke Rechnung getragen wurde. Da die Widerlager nicht direkt neben der Autobahn stehen sollten und Mittelpfeiler nicht erwünscht waren, wäre eine konventionelle Balken- oder Bogenbrücke über die große Entfernung schwer und teuer geworden. Eine einfache Spannbandbrücke wäre eine leichtere und billigere Lösung gewesen, die aber wegen ihres großen Durchhangs entweder nicht die geforderte Brückendurchfahrtshöhe gehabt oder sehr hoch gelegene Widerlager erfordert hätte, was in der flachen Umgebung einen unzumutbar hohen Anstieg über lange und teure Rampen bedeutet hätte.
Bei der gefundenen Lösung übernimmt ein nur 2,10 m breiter und zwischen 24 und 64 cm dicker Betonbogen mit einer Stützweite von 64 m die Funktion eines Mittelpfeilers. Er verschmilzt auf den mittleren 24 m mit dem ebenfalls aus Beton bestehenden Spannband, das dadurch in einer leicht erhöhten Position gehalten wird und auf den Seitenfeldern nur wenig durchhängt. Die Widerlager des Bogens sind mit schrägen, auf den Böschungshängen angeordneten Druckstreben mit den 7,60 m weiter außen liegenden Widerlagern des Spannbandes verbunden. Die Brücke wurde so gestaltet, dass die Zugkräfte des Spannbandes und die horizontal wirkenden Druckkräfte des Bogens in etwa gleich sind. Die Gesamtstruktur verhält sich deshalb wie eine selbstverankerte (unechte) Bogenbrücke, bei der in den Auflagerpunkten im Wesentlichen nur lotrechte Belastungen auftreten, was bei den für die Brücke aufgeschütteten Dämmen wichtig war.
Das 79,2 m lange, 4 m breite und 19 cm dicke Spannband besteht aus vorgefertigten Betonplatten, die von außenliegenden Spanngliedern getragen und von ihnen vorgespannt wurden. Die Spannglieder sind an beiden Enden in 1,9 m langen Ankerblöcken verankert. Damit ergibt sich eine Länge der Brücke von insgesamt 83 m. Das Spannband hängt in den beiden seitlichen, 27,6 m langen Feldern frei, während es auf dem mittleren, 24,0 m langen Feld mit dem Bogen verbunden und von ihm gestützt wird. Auf den etwas verstärkten Rändern des Bandes sind die Geländer montiert, zwischen denen der 3,50 m Geh- und Radweg verläuft.